# Ondino Viera
Ondino Leonel Viera Palaserez (Cerro Largo, 1901. szeptember 10. – Montevideo, 1997. június 27.) uruguayi labdarúgóedző. Milton Viera válogatott labdarúgó édesapja.
Az 1963-as Dél-amerikai bajnokságon a második helyen zárt Paraguay válogatottjával.
Az 1966-os világbajnokságon szövetségi kapitányként irányította az uruguayi válogatottat, Milton a keret tagja volt. 

## Sikerei, díjai
Nacional
- Uruguayi bajnok (4): 1933, 1955, 1956, 1957

Fluminense
- Carioca bajnok (4): 1938, 1940, 1941

Vasco da Gama
- Carioca bajnok (4): 1945

Atlético Mineiro
- Mineiro bajnok (4): 1954

Guaraní
- Paraguayi bajnok (1): 1964

Paraguay
- Dél-amerikai ezüstérmes  (1): 1963